# Elektronvolt

Elektronvolt je energie, kterou získá elektron nebo proton při urychlení napětím jednoho voltu.

Elektronvolt (značka eV) je jednotka práce a energie mimo soustavu SI. Odpovídá kinetické energii, kterou získá elektron urychlený ve vakuu napětím jednoho voltu. Používá se běžně k měření malých množství energie zejména v částicové fyzice, fyzikální chemii apod., protože obvyklá energie jedné částice je v joulech velmi malé číslo. Zároveň je to jednotka technicky výhodná vzhledem k běžným metodám měření energie částic.
Elektronvolt lze převést na odvozenou jednotku energie soustavy SI joule podle vztahu:
{\displaystyle 1\,\mathrm {eV} =1{,}602\,176\,634\times 10^{-19}\,\mathrm {J} \,} (přesně).
Hodnota číselně odpovídá náboji elektronu v coulombech, protože práce vykonaná na náboji elektrickou silou se počítá jako součin náboje (1 e) a napětí (1 V). Stejnou energii získá při pohybu v elektrostatickém poli i jiná částice se stejně velkým nábojem, například proton, pozitron či mion.
Elektronvolt není mezi standardními jednotkami soustavy SI. Jeho hodnota je určována experimentálně a postupně se upřesňuje.
Přesto Mezinárodní výbor pro míry a váhy povoluje elektronvolt k užívání společně s ostatními jednotkami SI,
jakož i další dvě experimentálně stanovené jednotky: atomovou hmotnostní konstantu a astronomickou jednotku.
Elektronvolt se běžně využívá pro vyjádření mnoha dalších veličin, například hmotnosti, teploty nebo dokonce času.

## Velikost jednotky
Elektronvolt je v běžných měřítkách extrémně malé množství energie. Energie pohybu letícího komára je přibližně bilion elektronvoltů. Jednotka je proto užitečná tam, kde jsou typické energie velmi malé, to znamená ve světě částic. Také zde je 1 eV často poměrně malá energie, takže se používají větší násobky a předpony: 1 keV je tisíc eV, 1 MeV je milion eV, 1 GeV je miliarda eV, 1 TeV je bilion eV. Někdy se zkratka používá jako akronym, lze se tedy setkat i s jejím skloňováním.
Největší urychlovač částic (LHC) dodá každému protonu energii 7 TeV. Rozbitím jediného jádra uranu 235U se uvolní přibližně 215 MeV.
Sloučením jednoho jádra atomu deuteria s jádrem tritia se uvolní 17,6 MeV. V obrazovkách barevných televizorů jsou elektrony urychlovány vysokým napětím kolem 32 tisíc voltů, takže elektrony získávají kinetickou energii 32 keV. Dobře se elektronvolt hodí k měření energie chemických vazeb, jsou to řádově jednotky či desítky eV na jednu molekulu. K vytržení elektronu z atomu vodíku (ionizaci) je potřeba 13,6 eV. Řádově jednotky eV má také energie fotonů viditelného světla. Energie menší než elektronvolt se vyskytují v termodynamice, například střední kinetická energie částic vzduchu při pokojové teplotě je 38 meV (milielektronvolt).
Rychlost elektronu s kinetickou energií 1 eV je přibližně 593 km/s. Rychlost protonu se stejnou kinetickou energií je pak jen 13,8 km/s.
Velikost elektronvoltu v jednotkách SI se určuje měřením náboje elektronu. Nejpřesnější ze známých metod je měření Josephsonova jevu, kterým se určí hodnota Josephsonovy konstanty {\displaystyle K_{\mathrm {J} }}. Velikost elementárního náboje se pak stanoví ze vztahu {\displaystyle e={\frac {2}{\left(R_{\mathrm {K} }K_{\mathrm {J} }\right)}}}. Zde {\displaystyle R_{\mathrm {K} }} je von Klitzingova konstanta, která je změřena řádově přesněji než {\displaystyle K_{\mathrm {J} }}. Relativní směrodatná odchylka měření Josephsonovy konstanty je 2,5×10−8 (2,5 miliontiny procenta) a právě takovou přesnost má i převod elektronvoltu na jouly.

## Užití při měření

Zařízení k měření fotoelektrického jevu: K – katoda, M – mřížka, A – anoda, P – potenciometr

V technické praxi je výhodné, že pro částice s elementárním nábojem odpovídá změna energie v elektronvoltech přímo elektrickému napětí ve voltech, kterým je částice urychlena (či zbrzděna). Příkladem může být aparatura k pozorování vnějšího fotoelektrického jevu, kde se užívá brzdné elektrické pole ke zjištění energie elektronů.
Světlo (či jiné záření) prochází okénkem do evakuované baňky a dopadá na katodu, aby z jejího povrchu vytrhlo elektrony. Ty prolétají skrze mřížku, dopadají na anodu a vytvářejí tak v obvodu elektrický proud, který měříme mikroampérmetrem. Abychom stanovili energii vyletujících elektronů, nastavíme pomocí potenciometru brzdné napětí mezi katodu a mřížku. Málo energetické elektrony jsou tímto elektrickým polem vráceny zpět na katodu a neúčastní se vedení proudu. Pokud má ale elektron dostatečnou kinetickou energii, brzdné pole překoná a pokračuje k anodě. Potřebná kinetická energie v elektronvoltech přímo odpovídá brzdnému napětí ve voltech. Můžeme tedy experimentálně zjistit krajní hodnotu napětí mezi katodou a mřížkou, při němž obvodem ještě prochází proud, například 1,2 voltu. Znamená to, že světlo dodává elektronům kinetickou energii 1,2 elektronvoltu.
V praxi tedy často porovnáváme neznámou hodnotu energie částice přímo s elektronvoltem a nikoli s jednotkami soustavy SI. Je to jeden z hlavních důvodů k zavedení této jednotky. Nepřesnost převodního koeficientu mezi eV a J je obvykle zcela zanedbatelná vzhledem k chybám měření v běžných laboratorních podmínkách. Navíc elektronvolt lze podle jeho definice realizovat výrazně přesněji než joule podle definice SI.

## Konstanty
Některé fyzikální konstanty mají rozměr energie, případně v kombinaci s dalšími veličinami. K jejich vyjádření lze místo joulů používat elektronvolty. Skupina CODATA uvádí v adjustaci konstant z roku 2022 tyto hodnoty konstant a směrodatných odchylek.
| Veličina                       | Hodnota                                                                                       | Význam                                                                        |
| ------------------------------ | --------------------------------------------------------------------------------------------- | ----------------------------------------------------------------------------- |
| Planckova konstanta            | {\displaystyle h=4{,}135\,667\,696\ldots \times 10^{-15}\,\mathrm {eV\cdot s} } (přesně)      | Elementární kvantum akce                                                      |
| redukovaná Planckova konstanta | {\displaystyle \hbar =6{,}582\,119\,569\ldots \times 10^{-16}\,\mathrm {eV\cdot s} } (přesně) | {\displaystyle \hbar =h/2\pi \,,} elementární kvantum momentu hybnosti        |
| Boltzmannova konstanta         | {\displaystyle k=8{,}617\,333\,262\ldots \times 10^{-5}\,\mathrm {eV/K} } (přesně)            | Vztah mezi energií částic a teplotou termodynamického systému                 |
| Rydbergova konstanta           | {\displaystyle R_{\infty }hc=13{,}605\,693\,122\,990(15)\,\mathrm {eV} }                      | Ionizační energie vodíku                                                      |
| Atomová hmotnostní konstanta   | {\displaystyle m_{\mathrm {u} }c^{2}=931{,}494\,103\,72(29)\,\mathrm {MeV} }                  | Dvanáctina klidové energie atomu uhlíku {\displaystyle {}_{6}^{12}{\mbox{C}}} |
| Planckova energie              | {\displaystyle E_{\mathrm {P} }=1{,}220\,890(14)\times 10^{19}\,\mathrm {GeV} }               | Přirozená jednotka energie                                                    |
| Bohrův magneton                | {\displaystyle \mu _{\mathrm {B} }=5{,}788\,381\,7982(18)\times 10^{-5}\,\mathrm {eV/T} }     | Jednotka pro magnetický moment elektronu                                      |
| Jaderný magneton               | {\displaystyle \mu _{\mathrm {N} }=3{,}152\,451\,254\,17(98)\times 10^{-8}\,\mathrm {eV/T} }  | Jednotka pro magnetický moment atomových jader                                |

## Energie fotonů

Barva světla přímo souvisí s energií fotonu. Lidské oko vnímá rozsah 1,65 – 3,27 eV.

Podle kvantové teorie se světlo a veškeré jiné elektromagnetické záření skládá z částic – fotonů. Energie fotonu {\displaystyle E} je přímo úměrná frekvenci záření {\displaystyle f} a nepřímo jeho vlnové délce {\displaystyle \lambda }:
{\displaystyle E=hf={hc \over \lambda }}
Kde {\displaystyle h} je Planckova konstanta a {\displaystyle c} je rychlost světla. Vyjádříme-li součin konstant {\displaystyle hc} v jednotkách eV · nm, dostaneme užitečné vyjádření energie fotonu v elektronvoltech.
{\displaystyle E={1239{,}841\,929(27)\,\mathrm {eV\cdot nm}  \over \lambda }\;{\dot {=}}\;{1240\,\mathrm {nm}  \over \lambda }\,\mathrm {eV} }
Viditelné světlo i blízké infračervené a ultrafialové záření s vlnovou délkou v řádech stovek nanometrů je tedy tvořeno fotony s energií řádově v jednotkách elektronvoltů.

## Další veličiny udávané v elektronvoltech
V částicové fyzice se elektronvolty, jejich násobky a mocniny běžně užívají i k vyjádření hodnot jiných veličin než energie. Tato konvence je postavena na faktu, že veličiny k sobě pojí základní fyzikální vztah, který má tvar přímé úměrnosti. Je-li energie {\displaystyle E} v nějakém kontextu úměrná veličině {\displaystyle A}, zapisujeme to jako rovnici
{\displaystyle E=fA\,,}
kde {\displaystyle f} je konstanta úměrnosti. Obvykle je {\displaystyle f} některá ze základních fyzikálních konstant, nejčastěji rychlost světla ve vakuu {\displaystyle c}, redukovaná Planckova konstanta {\displaystyle \hbar }, Boltzmannova konstanta {\displaystyle k}, gravitační konstanta {\displaystyle G}, případně jejich kombinace. Konstanta určuje způsob přepočtu veličiny {\displaystyle A} na energii a také zpět:
{\displaystyle A=E/f\,.}
Jako jednotku pro veličinu {\displaystyle A} můžeme na základě tohoto vztahu použít jednotku energie vydělenou konstantou {\displaystyle f}. Za jednotku energie se obvykle volí elektronvolt, takže jednotku zapisujeme takto:
{\displaystyle [A]=\mathrm {eV} /f\,.}
Tento zápis kóduje způsob, jak hodnotu veličiny převést na jiné jednotky. Například klidová hmotnost protonu může být uvedena jako {\displaystyle m_{\mathrm {p} }=938\,\mathrm {MeV} /c^{2}}. Chceme-li hodnotu převést na základní jednotku SI – kilogram, je třeba přepočítat {\displaystyle 938\times 10^{6}\,\mathrm {eV} } na jouly a výsledek podělit druhou mocninou rychlosti světla {\displaystyle c\;{\dot {=}}\;3\times 10^{8}\,\mathrm {m/s} }. Číselně tedy provádíme tento výpočet:
{\displaystyle \{m\}=938\times 10^{6}{1{,}602\times 10^{-19} \over \left(3\times 10^{8}\right)^{2}}=1{,}67\times 10^{-27}}
Hmotnost protonu je tedy přibližně {\displaystyle 1{,}67\times 10^{-27}\,\mathrm {kg} }.
Uvedený zápis je konzistentní a umožňuje hodnoty kdykoli přepočítat na jiné jednotky a to i čtenáři, který nezná příslušný fyzikální vztah. Částicoví fyzikové tuto konvenci znají a používají ke zjednodušení některých výpočtů. Někdy přitom ale vynechávají konstanty, takže například hmotnost protonu může být uvedena jako {\displaystyle m_{\mathrm {p} }=938\,\mathrm {MeV} }. V jednotkách SI je to zápis formálně nesprávný a pro neznalého člověka může být matoucí, protože zakrývá způsob převodu jednotek. V publikaci užívající tento zápis bývá ve zvláštní sekci uvedeno, že ve výpočtech používá místo SI některou tzv. přirozenou soustavu jednotek. Jednotky jsou v tom případě zavedeny tak, aby základní konstanty měly číselnou hodnotu 1. Je-li například {\displaystyle {c}=1}, pak tato konstanta odpadá i ze zápisu jednotek: {\displaystyle \mathrm {eV} /c^{2}=\mathrm {eV} }. Dle této konvence je možné uvádět v elektronvoltech, jejich násobcích a mocninách dokonce všechny veličiny relevantní pro daný text.
Níže uvádíme příklady veličin, k jejichž vyjádření se používají elektronvolty v kombinaci s určitou konstantou, a kontext, který vedl k volbě převodního vztahu.

### Hmotnost

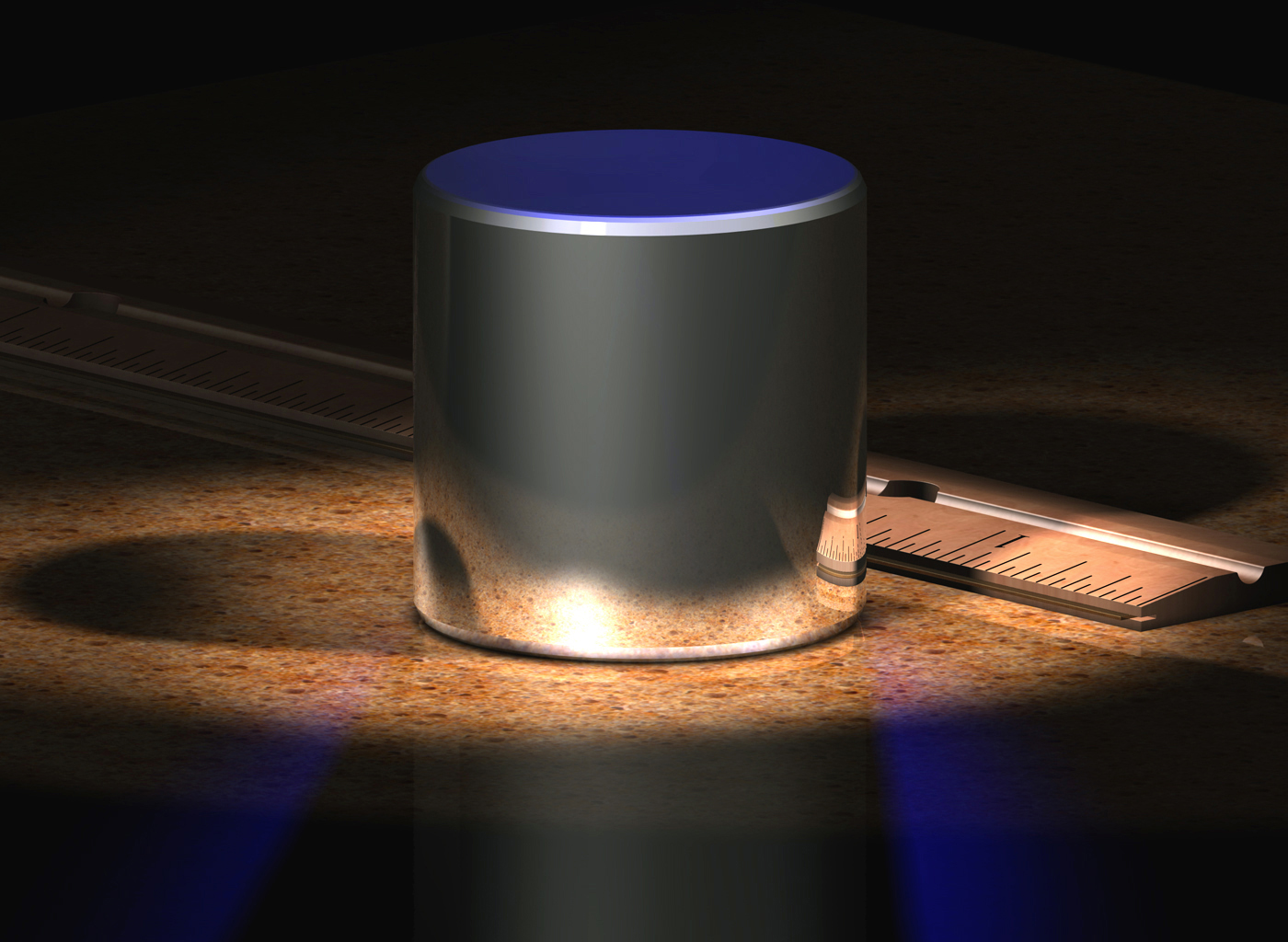
Mezinárodní prototyp kilogramu má hmotnost cca.

Podle Einsteinovy teorie relativity odpovídá každé hmotnosti určité množství energie podle vztahu E=mc², kde {\displaystyle c} je konstanta (rychlost světla ve vakuu). Jde o vztah přímé úměrnosti, což umožňuje měřit hmotnost ve stejných jednotkách jako energii. Například klidovou hmotnost elektronu {\displaystyle m_{\mathrm {e} }=9{,}11\times 10^{-31}\,\mathrm {kg} } můžeme vynásobit {\displaystyle c^{2}}, čímž obdržíme klidovou energii v joulech. Po převodu na elektronvolty můžeme psát {\displaystyle m_{\mathrm {e} }=511\,\mathrm {keV} /c^{2}}, což se běžně zkráceně zapisuje i jako {\displaystyle m_{\mathrm {e} }=511\,\mathrm {keV} }. Tato hodnota odpovídá energii uvolněné při anihilaci elektronu.
{\displaystyle 1\,\mathrm {eV} /c^{2}={1{,}602\,176\,634\times 10^{-19}\,\mathrm {J}  \over \left(299\,792\,458\,\mathrm {m/s} \right)^{2}}=1{,}782\,661\,92\ldots \times 10^{-36}\,\mathrm {kg} } (přesně)
Ve fyzice elementárních částic se klidová hmotnost udává běžně v jednotkách {\displaystyle \mathrm {MeV} /c^{2}}, což odpovídá přibližně {\displaystyle 1{,}782\,662\times 10^{-30}\,\mathrm {kg} } (tj. zhruba dvojnásobek hmotnosti elektronu).

### Hybnost
Hybnost fotonu je přímo úměrná jeho energii, přičemž konstantou úměrnosti je rychlost světla ve vakuu.
{\displaystyle p={E \over c}}
Dle tohoto vztahu můžeme přirozeně měřit hybnost v jednotkách {\displaystyle \mathrm {eV} /c}.
{\displaystyle 1\,\mathrm {eV/c} ={1{,}602\,176\,634\times 10^{-19}\,\mathrm {J}  \over 299\,792\,458\,\mathrm {m/s} }=5{,}344\,285\,99\ldots \times 10^{-28}\,\mathrm {kg\cdot m\cdot s^{-1}} } (přesně)
Hybnost fotonu má v těchto jednotkách číselně stejnou hodnotu jako jeho energie.
Výhodnost těchto jednotek lze demonstrovat na příkladu, kdy máme určit hybnost elektronu, který byl urychlen elektrickým napětím {\displaystyle 150\,\mathrm {kV} }. Podle definice elektronvoltu získal elektron kinetickou energii {\displaystyle E_{\mathrm {k} }=150\,\mathrm {keV} }. Klidová hmotnost elektronu je {\displaystyle m_{\mathrm {e} }=511\,\mathrm {keV} /c^{2}}, takže jeho energie v klidu je {\displaystyle E_{0}=m_{\mathrm {e} }c^{2}=511\,\mathrm {keV} }. Celková energie urychlené částice je tedy jednoduše {\displaystyle E=E_{0}+E_{\mathrm {k} }=661\,\mathrm {keV} }. K výpočtu hybnosti použijeme relativistický vztah známý jako Pythagorova věta o energii:
{\displaystyle E^{2}=E_{0}^{2}+\left(pc\right)^{2}\,.}
Odtud plyne
{\displaystyle pc={\sqrt {E^{2}-E_{0}^{2}}}={\sqrt {661^{2}-511^{2}}}\,\mathrm {keV} \;{\dot {=}}\;419\,\mathrm {keV} }.
Hybnost tedy můžeme zapsat jako {\displaystyle p=419\,\mathrm {keV} /c}. Je vidět, že konstanta {\displaystyle c} se ve vztazích chová tak, že ani není třeba znát její hodnotu a číselné operace jsou jednoduché.

### Teplota

Teplota lidského těla je 26,7 meV/k.

Teplota se místo kelvinů někdy udává v elektronvoltech. Převod je dán hodnotou Boltzmannovy konstanty {\displaystyle k}.
{\displaystyle 1\,\mathrm {eV} /k={1\,\mathrm {eV}  \over 8{,}617\,333\,262\times 10^{-5}\,\mathrm {eV/K} }=11\,604{,}518\,12\ldots \,\mathrm {K} } (přesně)
Například teplotu v jádru Slunce {\displaystyle T=15,7\times 10^{6}K} lze zapsat jako {\displaystyle T=1\,350\,\mathrm {eV} /k}, neboli {\displaystyle kT=1\,350\,\mathrm {eV} }. Často se v tomto zápise Boltzmannova konstanta neuvádí a píše se pouze
{\displaystyle T=1\,350\,\mathrm {eV} }.
Výhodou použití jednotky energie 'elektronvolt' pro udání teploty je v tom, že stačí hodnotu vynásobit faktorem {\displaystyle {3 \over 2}} a získáme střední kinetickou energii částic. Ta je tedy pro zmiňované jádro slunce {\displaystyle \left\langle E_{\mathrm {k} }\right\rangle =2025\,\mathrm {eV} }.

### Časy a vzdálenosti
U částic s velmi krátkou střední dobou života {\displaystyle \tau } se místo ní někdy udává tzv. rozpadová šířka, která má rozměr energie.
{\displaystyle \Gamma ={\hbar  \over \tau }}
Například mezon {\displaystyle \mathrm {B^{0}} } má dobu života asi 1,53 pikosekund, čemuž odpovídá rozpadová šířka {\displaystyle 4{,}30\times 10^{-4}\,\mathrm {eV} }. Je vidět, že časové údaje lze udávat v jednotkách {\displaystyle \mathrm {eV^{-1}} }, či přesněji řečeno {\displaystyle \mathrm {eV^{-1}} \hbar }.
{\displaystyle 1\,\mathrm {eV^{-1}} \hbar =6{,}582\,119\,569...\times 10^{-16}\,\mathrm {s} }
A protože rychlost světla ve vakuu dává přímý přepočet mezi jednotkami času a vzdálenosti, je možné měřit i vzdálenost v jednotkách {\displaystyle \mathrm {eV^{-1}} }, či přesněji zapsáno {\displaystyle \mathrm {eV^{-1}} \hbar c}.
{\displaystyle 1\,\mathrm {eV^{-1}} \hbar c=1{,}973\,269\,804...\times 10^{-7}\,\mathrm {m} }
Vzhledem k typickým malým vzdálenostem ve světě částic, používá se tento vztah často ve tvarech:
{\displaystyle 1\,\mathrm {eV^{-1}} \hbar c=197{,}326\,9804...\,\mathrm {nm} \,,}
{\displaystyle 1\,\mathrm {MeV^{-1}} \hbar c=197{,}326\,9804...\,\mathrm {fm} \,.}

## Historie
Poprvé byla jednotka elektronvolt, tehdy ještě pod názvem „ekvivalent voltu“, použita roku 1912 v časopisu Philosophical Magazine v článku Karla Taylora Comptona a Owena Willanse Richardsona „The Photoelectric Effect“ o fotoelektrickém jevu.
V USA se s rozvojem částicové fyziky začala používat jednotka BeV (případně bev či Bev), kde B představovalo miliardu (z anglického „billion“). V roce 1948 však IUPAP její používání zamítl a pro miliardu elektronvoltů upřednostnil použití předpony giga, takže jednotka je označována zkratkou GeV.
V některých starších publikacích se jako zkratka pro elektronvolt uvádí „ev“.
Od jednotky BeV byl odvozen název částicového urychlovače Bevatron (v provozu 1954–1993, Berkeley, USA). Podle stejného klíče byl pojmenován urychlovač Tevatron (1983–2011, Illinois), který urychloval protony a antiprotony na energie až 1 TeV. Název Zevatron se někdy s nadsázkou užívá pro přírodní astrofyzikální zdroje částic s energiemi až 1021 eV (předpona zetta). Vyšší energie jediné částice nebyla dosud nikdy zaznamenána.